# Stalijzermolen
De Stalijzermolen is een windmolen in het dorp Leisele in de Belgische provincie West-Vlaanderen. Het is een houten staakmolen, gebouwd in 1804. De korenmolen heeft een vlucht van 24 meter. De molen werd een beschermd monument in 1973. In 1974 kocht de gemeente de molen, die in de loop van de volgende decennia gerestaureerd werd tot de molen in de jaren 90 weer maalvaardig was.